# Хавортия Купера усечённая
Хавортия Купера усечённая (лат. Haworthia cooperi var. truncata) — разновидность многолетних суккулентных растений вида Хавортия Купера (Haworthia cooperi), естественно произрастающий на территории Капской провинции Южно-Африканской Республики.

## Описание
Раскидистое бесстебельное растение, образующее компактные колонии диаметром до 7,5 см. Розетка состоит из 20–25 сочных, мягких и «стеклянных» листьев, практически прозрачных, с закругленными кончиками. Форма листьев несколько сферическая, украшенная сине-зеленым полупрозрачным узором. При избытке солнечного света или недостатке влаги листья могут приобретать красноватый оттенок.
Это растение представляет собой отличный пример адаптации окончатого листа, характерного для многих видов хавортий, мезембреантемумов и пеперомий. Эти окна существенно увеличивают площадь фотосинтеза, направляя свет внутрь листа, и в то же время предотвращают потерю воды. Это создает более обширную зону ассимиляции, способствуя эффективному использованию света и ресурсов.

## Таксономия
Haworthia cooperi var. truncata (H.Jacobsen) M.B.Bayer, первое упоминание в Haworthia Revisited : 55 (1999).

### Синонимы
- Haworthia obtusa f. truncata H.Jacobsen
- Haworthia ikra Breuer